# Schulhaus Letten

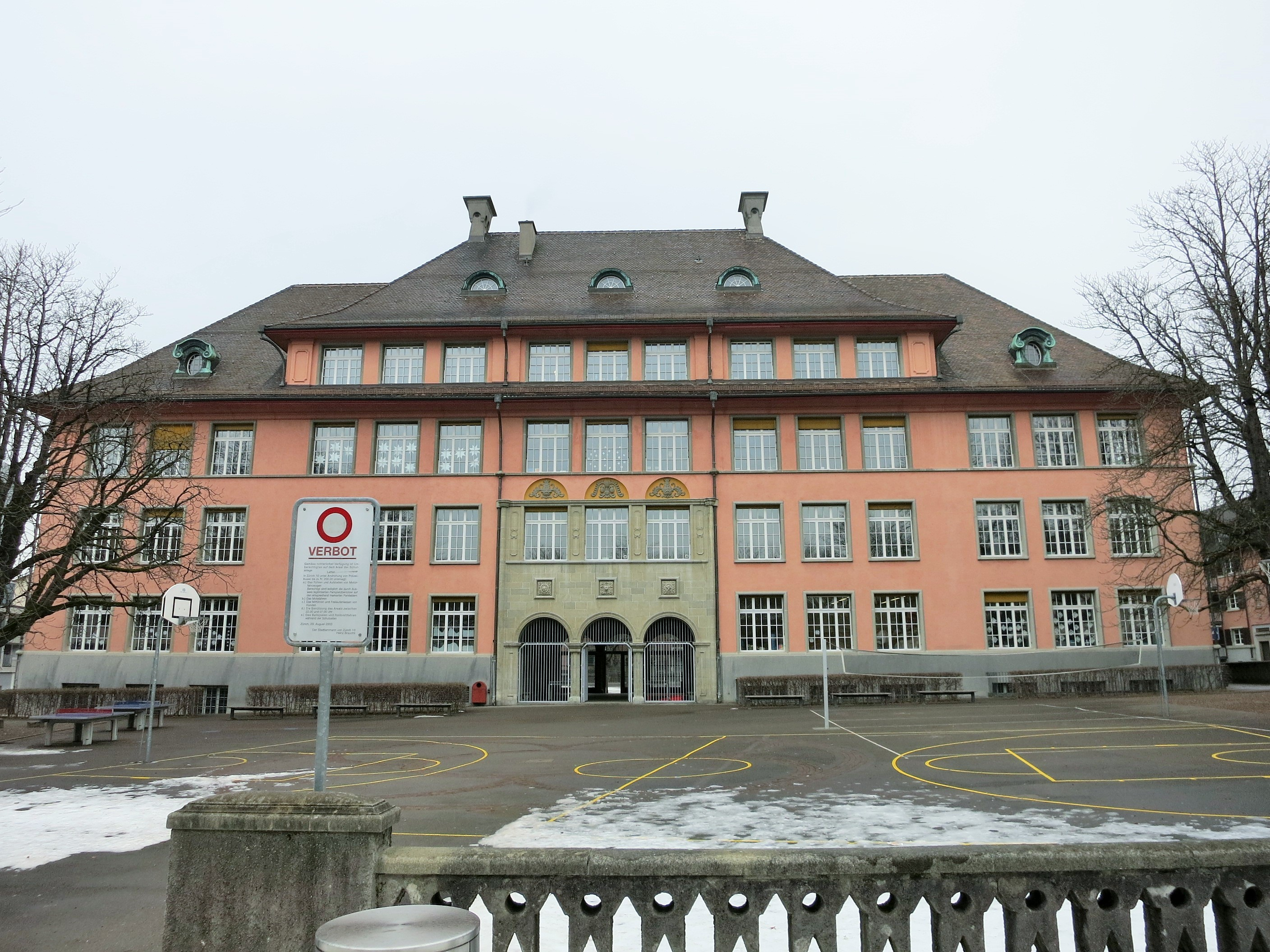
Schulhaus Letten

Das Schulhaus Letten ist ein Schulgebäude und steht an der Imfeldstrasse 28 im Zürcher Stadtteil Letten. Das Haus wurde zwischen 1913 und 1915 nach den Plänen der Gebrüder Bräm erbaut.
Für den Bau wurde ein Wettbewerb ausgeschrieben, bei dem kein 1. und 2. Platz vergeben wurde. Der 3. Platz ging an ein Projekt der Gebrüder Bräm, auf dem 4. Platz waren je ein Entwurf von Karl Hover und Knell & Hässig, auf dem 5. Platz ein zweites Projekt der Gebrüder Bräm und auf dem 6. Platz ein Projekt von Bollert & Herter. An das im Heimatstil erbaute Gebäude ist rechtwinklig eine Turnhalle angebaut. Die Front des Gebäudes ist symmetrisch, in der Mitte führt ein dreibogiger Durchgang zum hinteren Pausenplatz. Gedeckt ist das rot verputzte Gebäude mit Walmdächern. Im Innern finden sich fünf Wandbilder von Paul Bodmer.
In die Schulhausfront sind Bauplastiken von Otto Kappeler eingelassen. Von Kappeler stammt auch der Baldachinbrunnen auf dem hinteren Pausenplatz. Der Rundbrunnen mit Bronzeplastik auf dem vorderen Schulhof stammt von Hermann Hubacher und wurde 1928/29 erbaut. Das Gebäude wurde zwischen 1981 und 1984 renoviert. Es ist als schützenswert eingestuft und steht unter Denkmalschutz.